# Ronald J. Grabe
Ronald John Grabe (* 13. Juni 1945 in New York City, Bundesstaat New York, USA) ist ein ehemaliger US-amerikanischer Astronaut.

## Leben
Nachdem Grabe 1962 die Stuyvesant High School in New York erfolgreich beendet hatte, studierte er an der United States Air Force Academy. Dort erhielt er 1966 einen Bachelor in Ingenieurwissenschaften. Anschließend besuchte er im Rahmen eines Studentenaustauschs die Technische Hochschule in Darmstadt, wo er bis 1967 Luftfahrttechnik studierte.
Nach seiner Rückkehr in die USA trat Grabe in die US Air Force ein und absolvierte seine Pilotenausbildung an der Randolph Air Force Base in Texas. Anschließend wechselte er zur Cannon Air Force Base in Arizona, wo er das Kampfflugzeug North American F-100 flog. Außerdem war Grabe dort an der Erprobung der Waffensysteme der General Dynamics F-111 beteiligt. Während seiner Zeit an der Cannon Air Force Base wurde er 1969 für kurze Zeit nach Vietnam beordert, um im Vietnamkrieg an zahlreichen Kampfflügen mitzuwirken.
1974 begann Grabe eine Ausbildung zum Testpiloten, die er ein Jahr später erfolgreich abschloss. Daraufhin arbeitete er an der Weiterentwicklung der Vought A-7 und F-111. Ab 1976 nahm er für drei Jahre an einem Austausch mit der Royal Air Force teil, bei welchem er unter anderem als Testpilot des Senkrechtstarters Harrier tätig war. Zum Zeitpunkt seiner Ernennung zum Astronauten war er als Ausbilder für Testpiloten an der Edwards Air Force Base in Kalifornien beschäftigt.
Als Grabe 1994 aus der Air Force ausschied, hatte er den Rang eines Obersts (Colonel) inne und über 5.500 Stunden an Flugerfahrung gesammelt.

## Astronautentätigkeit
Grabe kam im August 1981 nach Houston, um dort sich dort im Johnson Space Center der NASA zum Shuttle-Piloten ausbilden zu lassen. Von 1983 bis 1985 war er zusätzlich als stellvertretender Manager für die Koordinierung der Arbeitsabläufe im Space-Shuttle-Programm zuständig. Nach dem Unglück der Raumfähre Challenger im Jahr 1986 arbeitete er in der Untersuchungskommission. Von 1989 bis 1991 arbeitete er als leitender Astronaut am Design der Internationalen Raumstation (ISS). Später war er im Astronautenbüro für das Training der Raumfahrer verantwortlich.

### STS-51-J
Zu seiner ersten Mission startete Grabe am 3. Oktober 1985 als Pilot eines geheimen Flugs für das US-Verteidigungsministerium. Es war der erste Einsatz der neuen Raumfähre Atlantis. Der viertägige Flug diente zum Aussetzen von zwei militärischen Kommunikationssatelliten vom Typ DSCS III.

### STS-61-G
Ursprünglich sollte Grabe im August 1986 zusammen mit vier weiteren Astronauten die Raumsonde Galileo vom Orbiter Atlantis aus ins All bringen. Nach dem Verlust der Challenger wurde die Mission STS-61-G jedoch abgesagt, so dass Galileo erst vier Jahre später gestartet und Grabe einem anderen Flug zugeteilt wurde.
Als Besatzung waren neben Pilot Grabe auch David Walker und die Missionsspezialisten Norman Thagard und James van Hoften eingeplant.

### STS-30
Grabes zweite Mission begann am 4. Mai 1989 mit dem Start der Raumfähre Atlantis. Kurze Zeit später setzte die Besatzung erfolgreich die Venussonde Magellan aus, womit zum ersten Mal eine Planetensonde vom Shuttle aus gestartet wurde. Während des weiteren Verlaufs des viertägigen Flugs widmeten sich die fünf Astronauten mehreren wissenschaftlichen Experimenten, die in der Crewkabine mitgeführt wurden.

### STS-42
Ab 22. Januar 1992 flog Grabe mit dem Space Shuttle Columbia erstmals als Kommandant in den Weltraum. Die Hauptaufgabe der Mission bestand im Betrieb des International Microgravity Laboratory-1. Dafür befanden sich über 50 Experimente im europäischen Spacelab-Modul, die den Effekt der Schwerelosigkeit auf Organismen und andere Materialien erforschten. Grabes Crew, der mit Ulf Merbold auch ein Deutscher angehörte, arbeitete im Schichtsystem, um während des acht Tage langen Flugs so viele Daten wie möglich zu erhalten.

### STS-57
Grabes letzte Mission begann am 21. Juni 1993, als er als Kommandant an Bord der Raumfähre Endeavour startete. Drei Tage später fingen er und seine sechsköpfigen Besatzung mit Hilfe des Roboterarms erfolgreich die europäische Forschungsplattform EURECA ein, um sie anschließend zur Erde zurückzubringen. Die meiste Zeit verbrachte die Crew mit den 22 Experimenten im Spacehab-Modul, das bei diesem Flug zum ersten Mal eingesetzt wurde. Des Weiteren unternahmen zwei Astronauten einen Raumausstieg, um Techniken für zukünftige Außenbordeinsätze zu testen.

## Zusammenfassung der Raumflüge
| Nr. | Mission  | Funktion   | Flugdatum                    | Flugdauer    |
| --- | -------- | ---------- | ---------------------------- | ------------ |
| 1   | STS-51-J | Pilot      | 3. Oktober – 7. Oktober 1985 | 4d 1h 44min  |
| 2   | STS-30   | Pilot      | 4. Mai – 8. Mai 1989         | 4d 0h 56min  |
| 3   | STS-42   | Kommandant | 22. Januar – 30. Januar 1992 | 8d 1h 14min  |
| 4   | STS-57   | Kommandant | 21. Juni – 1. Juli 1993      | 9d 23h 44min |

## Nach der NASA
Am 11. April 1994 verließ Grabe die NASA und die US-Luftwaffe und ging zum Raumfahrtunternehmen Orbital Sciences Corporation. Dort war er zuerst in verschiedenen Positionen beschäftigt, bevor er 1999 zum stellvertretenden Vorstandsvorsitzenden und Geschäftsführer des Trägerraketenbereichs der Firma aufstieg.

## Privates
Ronald Grabe ist verheiratet und hat drei Kinder. In seiner Freizeit betreibt Grabe das Windsurfen, fährt Ski und spielt Schlägersportarten.